# Сліпий Оріон шукає сонце
Сліпий Оріон шукає сонце (фр. Orion aveugle cherchant le soleil) — картина Ніколи Пуссена, написана ним 1658 року. Зараз картина зберігається в Музеї Метрополітен (Нью-Йорк).

## Опис
На передньому плані картини зображено велетня Оріона з Кедаліоном на плечах, який вказує йому шлях до сонця. За давньогрецьким міфом, Оріон намагався взяти собі за жінку Меропу, дочку Енопіона, навіть спробував її зґвалтувати, за що Енопіон осліпив велетня. Бог-коваль Гефест доручив Кедаліонові вивести осліпленого Оріона до сонця, де той прозріє.
Задній план картини зображено в яскравих тонах, що має вказувати на скорий схід сонця, яке ще ховається за горою, підсвітлюючи хмари. Персонаж, зображений на хмарах, — бог сонця Геліос, який вказує на близькість Оріона до своєї мети. Персонаж на землі звертається до Кедаліона й вказує йому дорогу. Кедаліон на плечах Оріона говорить до нього, очевидно скеровуючи в потрібному напрямку.
На картині зображено типову середземноморську рослинність, яскраві барви якої разом зі світлом поміж хмарами створюють враження райських земель. Пні від повалених дерев символізують нестримніть руху Оріона й водночас надають картині трохи апокаліптичного характеру, що контрастує з ідилічно зображеною природою.
Картина Пуссена відіграє значну символічну роль у книзі французького письменника Клода Сімона «Сліпий Оріон».